# James Garrett
James Garrett (* vor 1960 im Vereinigten Königreich) ist ein britischer Schauspieler und Synchronsprecher.

## Leben
James Garett wurde in England geboren und war dort als Theaterdarsteller tätig. Er zog in die Vereinigten Staaten nach Los Angeles und ist seit Anfang der 1960er Jahre als Sprecher und Schauspieler aktiv. Sein Schaffen umfasst mehr als zwei Dutzend Produktionen.
Als Sprecher war er für zahlreiche Werbeclips und Filmtrailer verantwortlich, für die Zeichentrickserie Avatar – Der Herr der Elemente lieh er der Figur Roku in der englischen Fassung seine Stimme. Weiterhin war er der Ansager für alle englischen Harry-Potter-Filme.
Er ist mit der US-Schauspielerin Patricia McPherson verheiratet.

## Filmografie (Auswahl)
- 1970: Menace (Fernsehserie, eine Folge)
- 1979: Flucht in die Zukunft (Time after Time)
- 1986: Dallas (Fernsehserie, eine Folge)
- 1990: Mord ist ihr Hobby (Murder, she Wrote, Fernsehserie, eine Folge)
- 1997: Titanic
- 2005–2008: Avatar – Der Herr der Elemente (Avatar: The Last Airbender, Fernsehserie, Stimme, 9 Folgen)
- 2009: Winter